# زبان هستی‌شناسی وب
زبان هستی‌شناسی وب یا آوُ‌ل (Web Ontology Language - OWL) زبانی است نشانه‌ای (markup) جهت نشر و تبادل دانش در فضای اینترنت. این زبان وسیله‌ای به نام هستی‌شناسی (ontology) را مورد استفاده قرار می‌دهد. هستی‌شناسی هم نام شاخه ایست از فلسفه، و هم بخشی است از علوم رایانه که با رشدی سریع در حال پیدایش و گسترش است.
OWL به عنوان ابزاری برای مدل کردن دانش مربوط به یک حوزهٔ خاص به کار می‌رود. تمام دانش موجود در آن حوزه، به صورت خانواده‌ای از مفاهیم وابسته مدلسازی می‌شوند که میان آن‌ها روابط شمول برقرار است. به عبارت دیگر کل اطلاعات مزبور به صورت درختی سلسله مراتبی مدل می‌شود که هر چه در آن پایین‌تر می‌رویم، با مفاهیم تخصصی‌تر آن حوزه مواجه می‌شویم.

## هستی‌شناسی‌های آوُل
هستی‌شناسی‌های آول (OWL) را می‌شود در سه نوع (زیرزبان) به شرح زیر طبقه‌بندی نمود. صفت اصلی جداکننده در هر یک از این انواع بیان‌گری* آن است.
1. آوُل-لایت دارای کمترین بیان‌گری نسبت به دو زیرزبان دیگر است.
2. آوُل-دی‌ال بیان‌آوری مابین دو نوع آوُل-لایت و آوُل کامل را در خود دارد.
3. آوُل کامل حداکثر بیان‌گری را داراست.